# Володарский (Ростовская область)
Володарский — хутор в Красносулинском районе Ростовской области.
Входит в состав Божковского сельского поселения.

## География
Хутор расположен на реке Лихая.

### Улицы
- ул. Чапаева,
- ул. Энгельса.

## Население
| 2010 |
| ---- |
| 189  |